# Schloss Sonnenberg

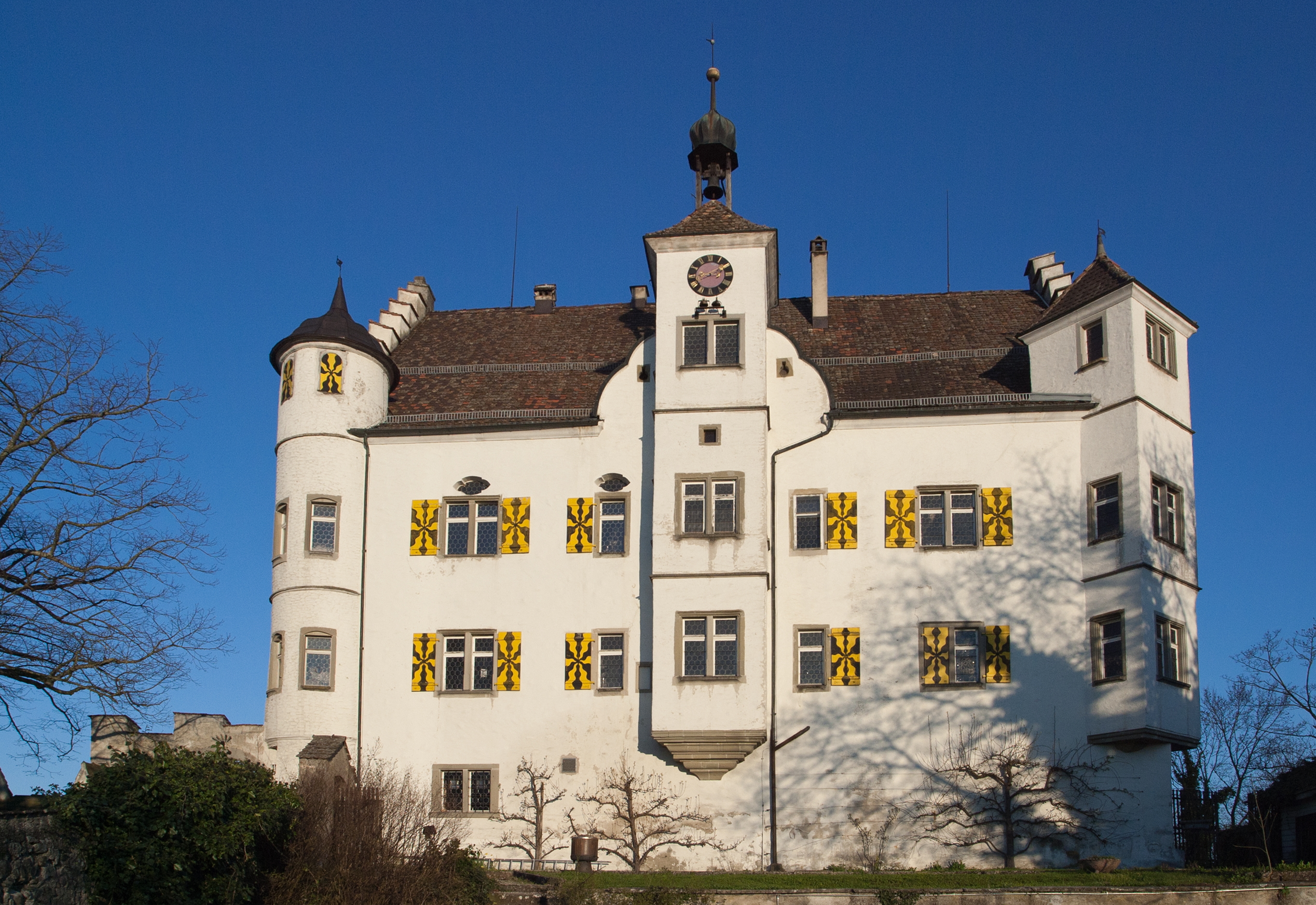
Schloss Sonnenberg

Das Schloss Sonnenberg steht auf dem Immenberg in der Gemeinde Stettfurt im Schweizer Kanton Thurgau.

## Geschichte
Die Anlage wird erstmals 1242 als Sunnunbergh erwähnt. Sie war Sitz der reichenauischen Familie von Sonnenberg. 1360 kam die niedere Gerichtsherrschaft durch Heirat an Hermann IV. von Landenberg-Greifensee. Der ursprüngliche Bau wurde 1407 in den Appenzellerkriegen und 1444 im Alten Zürichkrieg durch die Schwyzer zerstört, aber jeweils von den Landenbergern wieder aufgebaut. 1460 bedrohte Bernhard Gradner die Anlage und drohte den Fischteich abzulassen. Danach gelangte alles an die Witwe des Beringer X. von Landenberg (eines Sohns des Hugo von Landenberg), Barbara von Knöringen.
1528 verzichtete das Kloster Reichenau auf die Lehensherrlichkeit. Um 1542 erwarben Ulrich von Breitenlandenberg von Altenklingen und sein Sohn Hans Michael die Burg und die Herrschaft. Sie verpfändeten beides an Frau Anna Ziegler aus Schaffhausen. 1585 sass Albrecht von Breitenlandenberg auf Sonnenberg.
1561 erwarb Hans Gutensohn aus St. Gallen die Burg und Herrschaft und hinterliess sie seinen Söhnen David und Thomas. 1580 kaufte Jost Zollikofer aus der St. Galler Familie Zollikofer von Altenklingen die Burg und liess 1596 nach einem Brand durch Mathäus Höbel ein prachtvolles Schloss im Stil von Schloss Altenklingen errichten. Aufgrund der Baukosten sah sich sein Sohn Kaspar Zollikofer zu Sonnenberg 1618 gezwungen, an Oberst Konrad von Beroldingen aus Uri zu verkaufen. 1678 wollte dessen Sohn Sebastian Ludwig von Beroldingen, Obervogt auf Schloss Bischofszell, das Schloss an die Stadt St. Gallen veräussern, doch die katholischen Orte versagten die Verkaufsbestätigung. Sein Bruder, Oberst Karl Konrad von Beroldingen, machte sein Zugrecht geltend. Er verkaufte das Schloss noch im gleichen Jahr an das Kloster Einsiedeln, das es bis 1798 als Gerichtsherrschaft und danach als Gutsbetrieb nutzte.

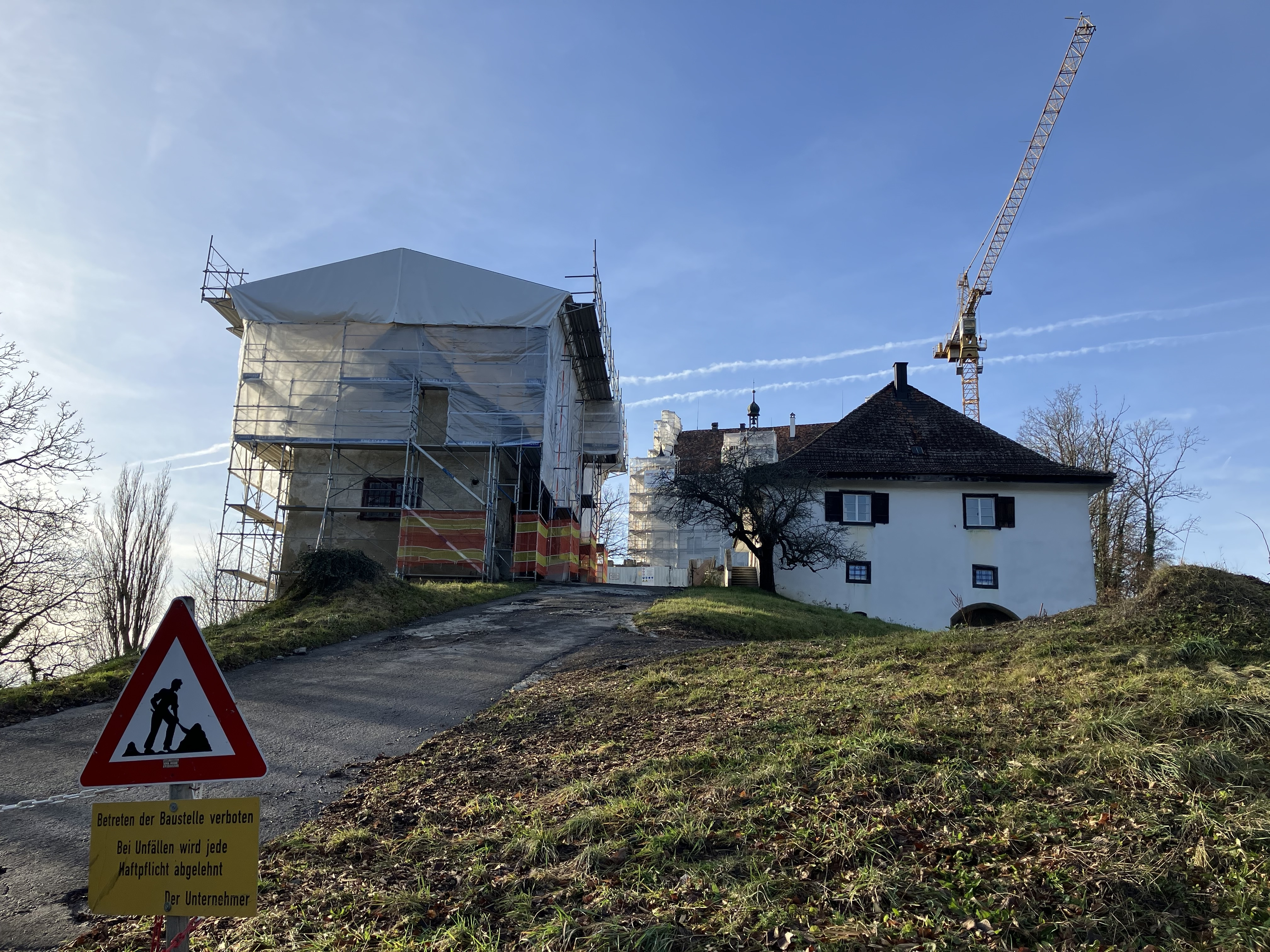
Dauerbaustelle Schloss Sonnenberg (2023)

2007 kaufte der österreichische Finanzier Christian Baha das Schloss und den dazugehörigen Gutsbetrieb mit 150 Hektaren Acker, Wiesen, Wald und Reben. Die danach begonnenen Arbeiten zur Renovation des Anwesens dauern nach diversen Baustopps und Streitereien immer noch an. Der weit herum sichtbare Baukran ist bereits zum Wahrzeichen geworden.

## Vorgeschichte
Bei den Vorbereitungen für den Umbau des Schlosses, vor allem mit einer Tiefgarage, wurden 2009 überraschend prähistorische Fundschichten entdeckt. Sie erwiesen sich bei der Notgrabung als nicht kontinuierliche Ablagerungen, also wohl als Überreste von Siedlungen, die auf dem Plateau an der Stelle des heutigen Schlosses standen. Der älteste Fund, ein Keramikbecher, datiert aus dem 43. Jahrhundert v. Chr. Der Sonnenberg als «Pfahlbauerdorf auf der Höhe» gilt deshalb als eine der frühesten Siedlungen in der Region. Der grösste Teil der rund 300 Kilogramm Gefässscherben und 150 Kilogramm Tierknochenfragmente lässt sich der Pfyner und der Horgener Kultur zuordnen, also zwischen 3900 und 2750 v. Chr. datieren. Die Ausgrabungen auf dem Sonnenberg ergaben damit erstmals in einer Höhensiedlung eine Fundmenge, die mit jenen aus den «Pfahlbauten» an Gewässern zu vergleichen ist.